# Octan rtuťnatý
Octan rtuťnatý je rtuťnatá sůl kyseliny octové se vzorcem Hg(O2CCH3)2, zkráceně Hg(OAc)2. Používá se na přípravu organických sloučenin rtuti z nenasycených organických prekurzorů.

## Struktura
Octan rtuťnatý je krystalická pevná látka skládající se z jednotlivých molekul Hg(OAc)2, ve kterých mají vazby Hg-O délku 207 pm. Strukturu vytvářejí také tři slabé mezimolekulové vazby Hg···O o délkách kolem 275 pm, což vede k mírně narušené čtvercově pyramidální koordinační geometrii na Hg centru.

## Reakce
Na areny lze navázat rtuť reakcí s Hg(OAc)2. Jedna octanová skupina (OAc) zůstává navázána na rtuť, lze ji ovšem snadno odstranit reakcí s chloridem:
C6H5OH + Hg(OAc)2 → C6H4(OH)-2-HgOAc + HOAc
C6H4(OH)-2-HgOAc + NaCl → C6H4(OH)-2-HgCl + NaOAc
Rtuťnatá centra se mohou vázat na alkeny a tím indukovat adice hydroxidů a alkoxidů; například reakcí methylakrylátu s octanem rtuťnatým v methanolu vzniká α-merkuriester:
Hg(OAc)2 + CH2=CHCO2CH3 + CH3OH → CH3OCH2CH(HgOAc)CO2CH3 + HOAc
Díky vysoké afinitě rtuťnatých sloučenin k sirným ligandům může být Hg(OAc)2 použit k odstranění thiolových chránicích skupin v organické syntéze a k přeměně thiokarbonátových esterů na dithiokarbonáty:
(RS)2C=S + H2O + Hg(OAc)2 → (RS)2C=O + HgS + 2 HOAc
Octan rtuťnatý může rovněž být použit k oxymerkuračním reakcím.